# Laguna del Rey
Laguna del Rey ist ein Ort im mexikanischen Bundesstaat Coahuila mit etwa 2.600 Einwohnern. Mitte der 1950er-Jahre entdeckte man in Laguna del Rey einen unterirdischen Grundwasserleiter, der sehr große Ablagerungen von Natriumsulfat enthielt.